# JR Rail Pass

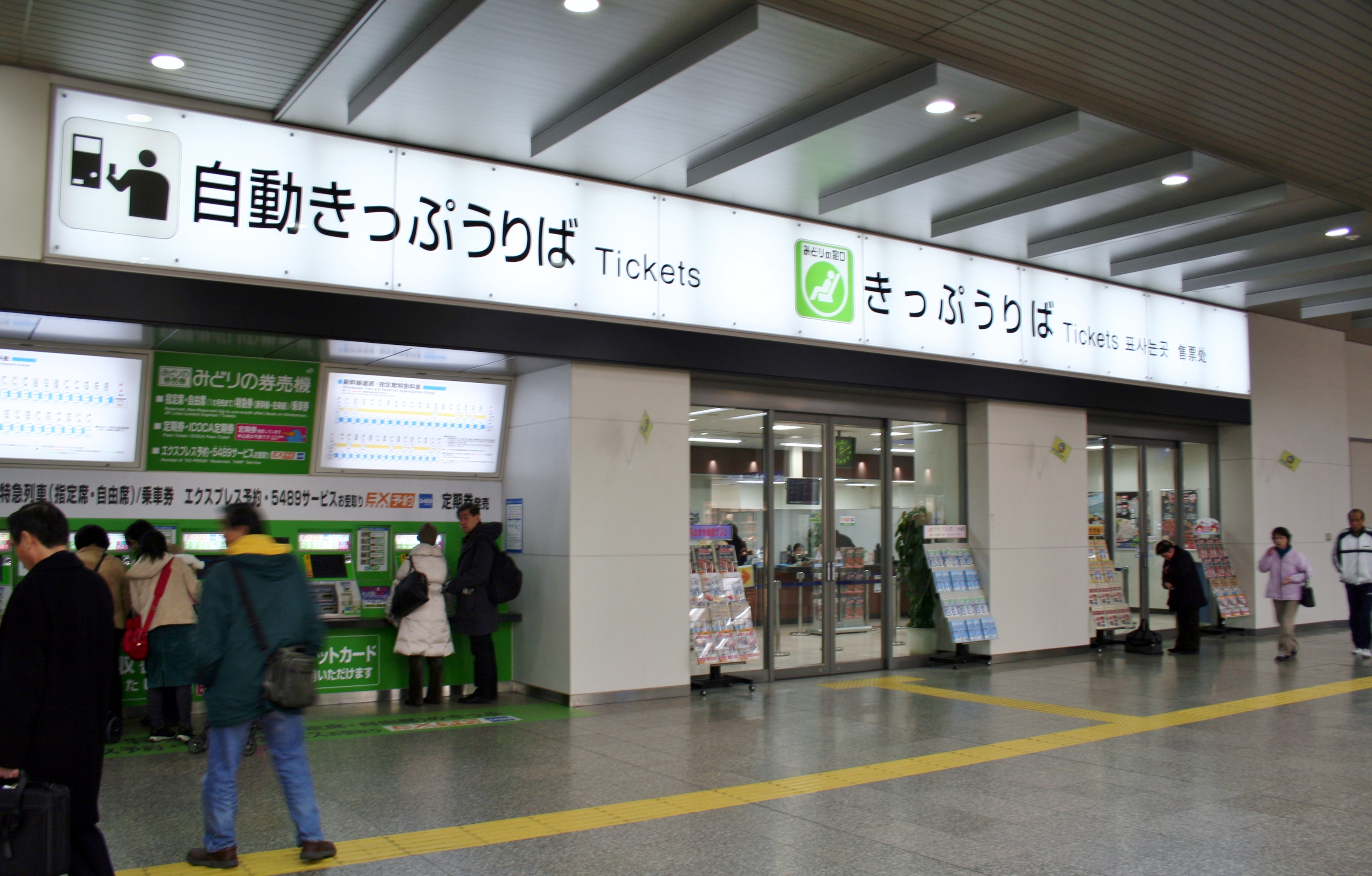
Quầy Midori no Madoguchi (nghĩa là "cửa sổ xanh") nơi đổi hoán phiếu ở ga Himeji năm 2009

JR Rail Pass tức vé xe lửa của hãng đường sắt Nhật Bản JR (viết tắt tiếng Anh: Japan Railways) là loại vé định kỳ, còn gọi là vé trọn JR, bán riêng cho người nước ngoài để dùng khi đến chơi Nhật Bản. Loại vé này không bán ở quốc nội mà phải đặt mua ở nước ngoài trước khi du khách nhập cảnh Nhật Bản. 
Vé trọn căn cứ theo thời hạn số ngày dùng mà không hạn chế bao nhiêu chuyến xe hoặc đi bao xa. Vé này đưa vào sử dụng với mục đích giúp kích thích ngành du lịch trên toàn quốc, đơn giản hóa việc du khách di chuyển bằng đường sắt khắp nước Nhật.

## Vé trọn JR Pass
Vé trọn JR Pass có hai hạng: 
1. Tàu thường (普通車 Futsūsha?, Phổ thông xa) và
2. Green Car (グリーン車 Gurīnsha?, Tàu màu lục) (xe hạng nhất).

Vé tàu ấn định theo ba thời hạn: bảy (7) ngày; 14-ngày; 21-ngày. Trong những ngày đó thì khách cầm vé có quyền dùng xe lửa vô hạn định. Biểu đồ sau tóm lược giá cả cho mỗi hạng và loại vé. Lệ phí tính theo yen Nhật nhưng cũng có thể trả theo hối suất tương đương của nước sở tại. Khi mua khách sẽ nhận hoán phiếu (tiếng Anh: exchange order) để khi đến Nhật thì đổi sang chính tấm vé trọn (Pass).
Mua trước khi đến Nhật
| Hạng                  | Hạng                  | 7 Ngày  | 14 Ngày | 21 Ngày |
| --------------------- | --------------------- | ------- | ------- | ------- |
| Green Car (Hạng nhất) | Người lớn             | ¥38,880 | ¥62,950 | ¥81,870 |
| Green Car (Hạng nhất) | Trẻ em (dưới 12 tuổi) | ¥19,440 | ¥31,470 | ¥40,930 |
| Hạng thường           | Người lớn             | ¥29,110 | ¥46,390 | ¥59,350 |
| Hạng thường           | Trẻ em (dưới 12 tuổi) | ¥14,550 | ¥23,190 | ¥29,670 |

Mua tại Nhật (Thử nghiệm):
| Hạng                  | Hạng                  | 7 Ngày  | 14 Ngày | 21 Ngày |
| --------------------- | --------------------- | ------- | ------- | ------- |
| Green Car (Hạng nhất) | Người lớn             | ¥44,000 | ¥71,000 | ¥90,000 |
| Green Car (Hạng nhất) | Trẻ em (dưới 12 tuổi) | ¥22,000 | ¥35,500 | ¥45,000 |
| Hạng thường           | Người lớn             | ¥33,000 | ¥52,000 | ¥65,000 |
| Hạng thường           | Trẻ em (dưới 12 tuổi) | ¥16,500 | ¥26,000 | ¥32,500 |

## Hoán phiếu (Exchange Order)

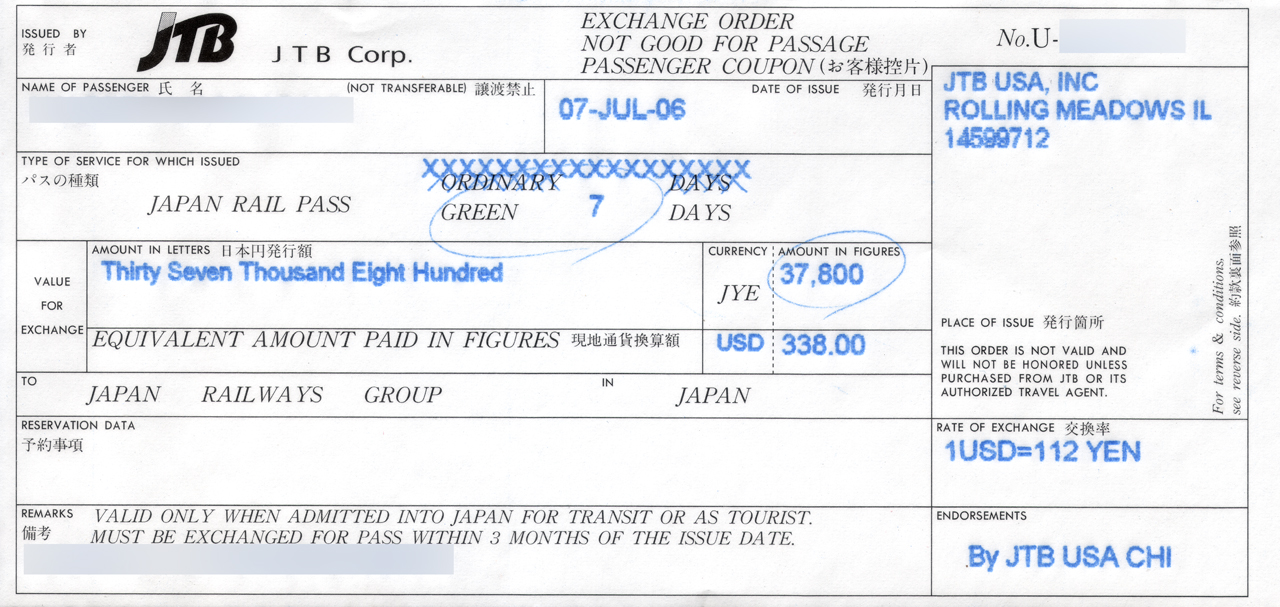
Mẫu hoán phiếu

Khách ngoại quốc có thể đặt đơn mua vé khi chưa đến Nhật qua các hãng du lịch. Hãng hàng không All Nippon Airways cũng là đại lý bán vé trọn JR Pass.
Kể từ ngày 8 Tháng Ba, 2017 đến 31 Tháng Ba, 2019 (đã gia hạn thêm) thì JR Railways còn có thêm loại vé có thể mua ngay ở Nhật nhưng với giá cao hơn. Vé này vẫn còn trong giai đoạn thử nghiệm và chỉ bán ở một số phi trường và ga xe lửa chính mà thôi.
Khách mua sau khi trả tiền sẽ nhận hoán phiếu rồi phải đem hoán phiếu đó đổi ở quầy JR Midori no Madoguchi để nhận vé trọn JR Pass. Thời gian tối đa từ lúc mua đến khi đổi hoán phiếu không được quá ba (3) tháng nên nếu mua vé trọn sớm quá mà chưa sắp xếp lịch trình đi Nhật thì hoán phiếu sẽ mất hiệu lực. Những ga lớn thường có nơi đổi Hoán phiếu để lấy vé trọn.

## Các phương tiện giao thông dùng JR Pass
Vé trọn có thể dùng cho mọi phương tiện giao thông trên toàn quốc thuộc hãng Japan Railways Group (JR):

### Đường sắt
- Shinkansen, ngoại trừ tàu Nozomi và Mizuho[2]
- 特急 (Tokkyū Đặc cấp?)
- 急行 (Kyūkō Cấp hành?)
- 普通 (Futsū Phổ thông?), kể cả 快速 (Kaisoku Khoái tốc?) và Special Rapid (特別快速・新快速 Tokubetsu-Kaisoku/Shin-Kaisoku?, Đặc biệt khoái tốc/Tân khoái tốc)

Vé trọn cũng có thể dùng cho một số đoạn đường sắt không thuộc hãng JR như:
- Tokyo Monorail giữa ga Hamamatsuchō và Phi trường Haneda
- Aoimori Railway đoạn khởi hành hay chấm dứt ở hai ga Hachinohe và Aomori.

### Xe buýt
Cho các tuyến đường của hãng:
- JR Hokkaido Bus Company
- JR Bus Tohoku Company
- JR Bus Kantō Company
- JR Tōkai Bus Company
- West JR Bus Company
- Chūgoku JR Bus Company
- JR Shikoku Bus Company
- JR Kyushu Bus Company

### Xe đò
Cho các tuyến đường dài:
- Sapporo – Otaru
- Morioka – Hirosaki
- Tokyo – Nagoya, Kyoto, Osaka, Tsukuba Center
- Nagoya – Kyōto, Ōsaka
- Ōsaka – Tsuyama, Kasai Flower Center

Kể từ ngày 1 Tháng Tư, 2013 thì vé trọn JR Pass không còn hiệu lực cho những tuyến xe đò cấp tốc express bus.

### Phà
Phà ra đảo Miyajima